# Kuzminskas
Kuzminskas ist ein litauischer männlicher Familienname. Zu den Namensträgern gehören:
- Kazimieras Kuzminskas (1947–2023), litauischer Chirurg und Politiker
- Mindaugas Kuzminskas (* 1989), litauischer Basketballspieler
- Saulius Kuzminskas (* 1982), litauischer Basketballspieler